# Space station No.9
『space station No.9』（スペースステーションナンバーナイン）は、スタジオカジノ（スタジオジブリ）の劇場アニメ作品である。アニメの監督は百瀬ヨシユキ、音楽は中田ヤスタカ。
『ポータブル空港』から『空飛ぶ都市計画』へと続くSF3部作の第二作である。
本作の公開日については不明であるが、2005年5月20日時点ではすでに公開されていたようである。また当時は、本作の音楽を担当している中田ヤスタカによる音楽レーベル「contemode」のホームページで本作を視聴することができた。
同年に、中田ヤスタカの所属するユニットCAPSULE（当時：capsule）が、東京都代官山駅周辺で当時営業されていたカフェUNICE（現：B1FLAT）とコラボした際、本作と前作『ポータブル空港』はカフェ店内で放映された。
のちに本作は、2009年8月26日に発売されたcapsuleのベストアルバム『FLASH BEST』の初回限定盤のDVDや、2019年7月17日に発売された『ジブリがいっぱいSPECIAL ショートショート 1992-2016』に収録された。
2021年8月に始動した、CAPSULE（旧：capsule）の過去作品を、リマスター音源とビジュアライザーと共にオフィシャルYouTubeチャンネルに公開していく『CAPSULE アーカイブコレクション』という企画の一環で、2022年1月25日から2月5日までの10日間、アルバム『L.D.K. Lounge Designers Killer』の収録曲のリマスター音源が連日公開されていったが、そのビジュアライザー映像に本作と 次作『空飛ぶ都市計画』 の映像が一部使用されている。

## スタッフ
- 監督：百瀬ヨシユキ
- 原作・音楽：中田ヤスタカ(capsule)